# Siris (Italia)
Siris è un comune italiano di 228 abitanti della provincia di Oristano in Sardegna. Insieme ad Ateleta, Ala, Orero e Onano è uno dei cinque comuni italiani con un nome palindromo.

## Storia
L'area fu abitata già in epoca nuragica per la presenza nel territorio dei resti di alcuni nuraghi.
Nel Medioevo appartenne al Giudicato di Arborea, e fece parte della curatoria di Marmilla. Villa di una certa importanza in epoca medievale, andò via via decadendo.
Alla caduta del giudicato (1420) entrò a far parte del Marchesato di Oristano, e alla definitiva sconfitta degli arborensi (1478) passò sotto il dominio aragonese e fu incorporato nell'Incontrada di Parte Montis, occupato dalle truppe del feudatario di Quirra Berengario Bertran Carroz, che sposando Eleonora Manriquez ne ottenne ufficialmente dal re il controllo fino all'estinzione dei Bertran Carroz nel 1511.
Nel 1603 fu incorporato nel marchesato di Quirra, feudo prima dei Centelles fino al 1670, poi dei Català e infine (dal 1766) degli Osorio de la Cueva. Il paese fu riscattato agli ultimi feudatari nel 1839, con la soppressione del sistema feudale.
Nel 1927 il comune di Siris viene accorpato per regio decreto ai comuni di Masullas e Pompu.
Nel 1961, con delibera regionale, viene ricostituito il comune di Siris. Il primo sindaco del comune ripristinato fu Remigio Casciu.

### Simboli
Lo stemma e il gonfalone del comune di Siris sono stati concessi con decreto del presidente della Repubblica del 27 febbraio 2009.
Simbolo del paese è un olivo millenario che si trova accanto alla chiesa di San Vincenzo, e che secondo la leggenda custodisce tra le radici il tesoro del Santo che apparterrà a chi avrà una fede pura, e sarà invece la rovina di cercherà di impadronirsene senza meritarlo.
Il gonfalone è un drappo di giallo con la bordatura di azzurro.

## Monumenti e luoghi d'interesse

### Architetture religiose
All'interno del paese sono presenti due chiese, una dedicata a San Sebastiano e una dedicata a San Vincenzo.

#### Chiesa di San Sebastiano
Si trova all'interno del centro abitato, è costituita da un'unica navata centrale con sacrestia adiacente così come la casa parrocchiale. Al suo interno sono presenti diverse statue dei vari santi, alcune abbastanza antiche.

#### Chiesa di San Vincenzo
Fu riconsacrata nel 2000 dopo essere rimasta per anni in stato di abbandono in aperta campagna. Si narra che fu abbattuta durante la seconda guerra mondiale. La chiesa presenta un'antica acquasantiera collocata all'ingresso. Ha una struttura con un'unica pianta centrale e l'altare sopraelevato. Non è presente una sacrestia e il tetto è completamente in legno. In occasione della sua inaugurazione nel 2000 venne portata una preziosa reliquia di san Vincenzo, custodita all'interno dell'edificio. A fianco del corpo della chiesa si trova il vecchio cimitero del paese, in uso sino a quando non fu costruito il nuovo. Ospita ancora alcune tombe.

### Siti archeologici
Nel territorio di Siris sono presenti quattro nuraghi che attestano la presenza di vita in questo territorio sin da epoche remote.
Questi nuraghi sono:
- nuraghe Inus
- nuraghe Pala Serra
- nuraghe Pranu Forru
- nuraghe su Sensu

### Architetture civili

#### Piazza dei caduti
Caratterizzata da strutture rialzate e una specie di palco. C'è pure una fontana che un tempo era in funzione.

#### Piazza di San Vincenzo
È una grande piazza circondata da aiuole con ulivi. La sua peculiarità è il grande olivo secolare che si trova proprio al centro della piazza. È presente una struttura in muratura con funzione di chiosco temporaneo per la festa.

## Cultura

### Eventi

#### Festa di Santa Maria delle candele
Questa festa prevedeva una processione con le candele precedentemente benedette dal prete.

#### Feste di San Vincenzo e San Sebastiano
Queste feste si svolgono a gennaio a pochi giorni di distanza l'una dall'altra. San Sebastiano è il patrono del paese e in occasione della sua festa si fa una processione con il santo. In occasione della vigilia della festa si fa un falò che, in passato, restava acceso per diversi giorni.

#### Sagra dei latticini
Questa sagra è di origine recente e si svolge in primavera. Durante la sagra si svolge la caratteristica gara di lancio della "forma di formaggio".

#### Festa di San Vincenzo
Questa festa si svolge solitamente il 31 agosto il 1º e il 2 settembre nella chiesa di San Vincenzo nell'omonima piazza.

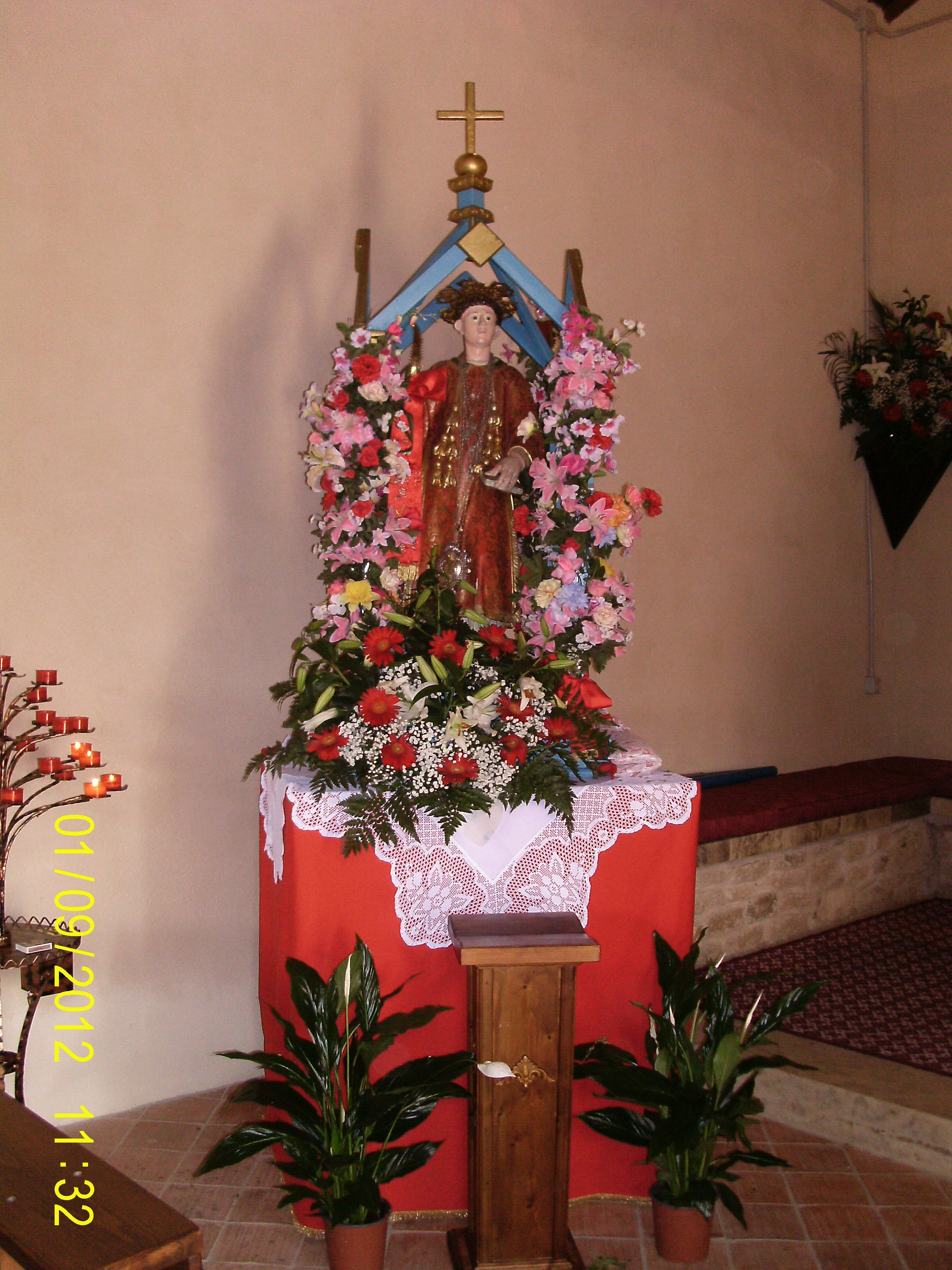
San Vincenzo

#### Inserru de Santu Bissenti
Questa è la parte conclusiva della festa di San Vincenzo. Il primo giorno di novembre la statua, che in precedenza è rimasta nella chiesa a lui intitolata, viene riportata con una processione alla chiesa parrocchiale dove rimane sino a gennaio.

#### Sagra dei prodotti autunnali
L'evento si svolge a novembre. È una festa abbastanza recente che richiama nel paese persone dal circondario e non, attirate dai sapori proposti e soprattutto dai piatti a base di "mela cotogna" che è una pianta tipica del territorio e spontanea.

## Società

### Evoluzione demografica
Abitanti censiti

### Lingue e dialetti
La variante di sardo parlata a Siris è il campidanese occidentale.

### Economia
Sino all'alba del III millennio, le principali fonti di reddito erano l'agricoltura, la pastorizia e l'allevamento di bestiame al pascolo brado e non.